# Krizelefantinska tehnika
Krizelefantinska tehnika (grško χρυσός, hrizós, zlato in ελεφάντινος, elefantinos, slonovina) je izraz za skulpture, narejene iz zlata in slonovine. Krizelefantinski kultni kipi so bili v stari Grčiji zelo cenjeni.

## Starodavni primeri
Krizelefantinski kipi so bili narejeni s pomočjo lesenega okvirja, ki je bil obložen s tankimi izrezljanimi ploščami slonovine, kar je bila podlaga za nanos listov zlata, ki so predstavljali oblačila, oklep, lase in druge podrobnosti. V nekaterih primerih so bile uporabljene tudi steklene kreme, steklo, dragi in poldragi kamni za oči, nakit in orožje.
Začetki tehnike niso znani. Nekaj primerov sestavljenih skulptur, izdelanih iz slonovine in zlata, je iz 2. tisočletja pred našim štetjem z območij, ki so postali del grškega sveta. Najslavnejši je Palajkastrski kuros (ne smemo ga zamenjati z arhaičnimi kipi, znanimi pod tem imenom) iz minojskega kraja Palajkastra okoli leta 1500 pred našim štetjem. Ni pa jasno, ali je grška krizelefantinska tradicija povezana z njimi. Krizelefantinska skulptura je postala v arhaičnem obdobju zelo razširjena. Poznejši akrolitični kipi z marmornatimi glavami in okončinami ter lesenim trupom, pozlačeni ali pokriti z draperijo, so bili primerljiva tehnika za upodabljanje kultnih kipov.
Krizelefantinsko tehniko so običajno uporabljali za kultne kipe v templjih. Značilno je, da so bili večji od naravne velikosti. Konstrukcija je modularna, tako da bi lahko nekatere dele zlata odstranili in jih v hudi finančni stiski pretopili, ko bi se finančno stanje izboljšalo, pa bi jih nadomestili. Na primer kip Nike, ki ga Atena v Partenonu drži v desnici, je bil izdelan iz masivnega zlata prav s tem namenom. Dejansko je bilo v času razcveta do šest zlatih Nik, ki so bile "sveta zakladnica", njihova varnost je bila zagotovljena z dodatno svetostjo kultnega objekta in prisotnostjo svečenic, duhovnikov in vzdrževalnega osebja v templju.
Dva najbolj znana primera, oba iz klasičnega obdobja, sta kipa, ki ju je izklesal kipar Fidija: 13 m visok kip Atene Partenos v Partenonu v Atenah in 12 m velik sedeči kip Zevsa v templju v Olimpiji, ki velja za enega od sedmih čudes antičnega sveta.
Krizelefantinski kipi so bili ne le vidno osupljivi, kazali so tudi bogastvo in kulturne dosežke tistih, zaradi katerih so jih zgradili ali so jih financirali. Očitna je spretnost v kiparstvu, mizarstvu, draguljarstvu in obdelavi slonovine. Kipi so zahtevali tudi stalno vzdrževanje. Znano je, da so v Olimpiji zaposlovali usposobljeno osebje, da bi zagotovili vzdrževanje kipa. V 2. stoletju pred našim štetjem je znan kipar Damofon iz Mesine popravljal kip.
Zaradi visoke vrednosti nekaterih vrst uporabljenega materiala in pokvarljivosti drugih je bila v antiki in srednjem veku uničena večina krizelefantinskih kipov. Kip Atene Partenos ni ohranjen, vidna je le luknja v tleh templja, kjer je bila osrednja lesena podpora. Videz kipa je vseeno znan zaradi številnih miniaturnih marmornih primerkov, odkritih v Atenah, pa tudi zaradi podrobnega Pavzaniasovega opisa. Pavzanias je opisal tudi Fidijev kip Zevsa v Olimpiji. V Fidijevi kiparski delavnici so odkrili nekaj glinenih kalupov za dele oblačil, dele stekla in steklene kreme. To so edine najdbe, ki so neposredno povezane z velikim kiparjem najbolj znanih del in dajejo koristne podatke o njihovem nastanku.
Odkrili so še nekaj krizelefantinskih kipov. Najvidnejši ohranjeni primeri so fragmenti številnih ožganih kipov (manjših od naravne velikosti) iz arhaičnega obdobja, odkritih v Delfih. Na žalost ni znano, kaj prikazujejo, čeprav domnevajo, da predstavljajo božanstva.

## Sodobni primeri
Izraz krizelefantinska tehnika se uporablja tudi za precej pogost slog kiparstva v evropski umetnosti 19. stoletja, zlasti v secesiji. To so kipci, pri katerih je koža prikazana s slonovino, oblačila in druge podrobnosti so iz drugih vrst materiala, kot so zlato, bron, marmor, srebro ali oniks. Na primer kipar Pierre-Charles Simart je izdelal kopijo Atene Partenos za mecena Honoréja Theodorica d' Alberta de Luynesa okoli leta 1840 v slonovini in zlatu, ki temelji na starodavnih opisih. Rezultat ni bil najboljši.   Še ena različica tega kipa, ki ga je naredil ameriški kipar Alan LeQuire, stoji v središču kopije Partenona v Nashvillu, Tennessee.
Po letu 1890 se je pomen te tehnike razširil na kateri koli kip, izdelan v kombinaciji slonovine z drugimi vrstami materiala. 